# Сакае Цубои
Сакае Цубои е японска писателка и поетеса.

## Биография и творчество
Сакае Цубои e родена на 5 август 1899 г. в градчето Сакате (сега част от град Шодошима), префектура Кагава, на о-в Шодошима, Япония в семейството на майстор бъчвар. Отраства в нищета и още от най-ранно детство е принудена да работи, за да изкарва прехраната си и да помага на своите близки. На петнадесет години тя става пощенска чиновничка в родното си село, а по-късно работи като прислужничка в местното управление.
Първите интереси към литературата у момичето събужда по-големият ѝ брат. Но към голямата и сериозна литература Сакае Цубои се приобщава истински едва когато през 1925 г. заминава за Токио. В столицата тя среща поета Шигехару Цубои и скоро след тяхното запознанство Сакае става негова съпруга. Съпругът ѝ я въвежда в средата на прогресивните японски писатели и творци от онова време. Сакае Цубои се сближава с видната пролетарска поетеса Юрико Миямото, с представителката на най-демократичното течение в съвременната японска литература Инеко Сата. Напътствана и насърчавана от тях, тя сериозно се заема с литературната дейност и през 1937 г. печата първото си произведение, „Листо от ряпа“.
До смъртта си Сакае Цубои всеотдайно твори за своя народ, когото искрено и дълбоко обича. Тя умира от астматичен пристъп на 23 юни 1967 г. в Токио.
В нейна чест префектура Кагава учредява през 1979 г. наградата „Сакае Цубои“ за децата от префектурата. Домът ѝ в Токио е превърнат през 1992 г. в литературен музей, който е наречен „Дванадесет чифта очи“, по името на известния ѝ роман.

## Произведения
- „Листо от ряпа“ (1937)
- „Календар“
- „Мястото на съпругата“
- „Морски вятър“ – японска литературна награда за жени
- „Смесено семейство“
- „Крайбрежната вълна“
- „Песента на готварската дъска“
- „Звездата на дъждовната нощ“
- „Плодовете на тревата“
- „Фиданки“
- „Дванадесет чифта очи“

Романът „Дванадесет чифта очи“ е първото ѝ произведение, което се превежда на български. То е и най-значителното в творчеството на писателката.